# 武部芳豊
武部 芳豊（たけべ よしとよ、生没年不詳）とは、明治時代の大阪の浮世絵師。

## 来歴
一梅斎芳峰の子、大阪の人。姓は武部、俗称は豊次郎。作画期は明治20年（1887年）代から明治30年代にかけてで、役者絵を描いている。